# Taming of the West
Taming of the West è un film del 1939 diretto da Norman Deming.

## Trama
Bill Saunders viene rapidamente nominato maresciallo, ma quando arresta i membri di una banda di ladri di bestiame, le vittime si rifiutano di testimoniare. Solo un allevatore è disposto a testimoniare ma viene ucciso dalla banda.